# Johanna Bantzer

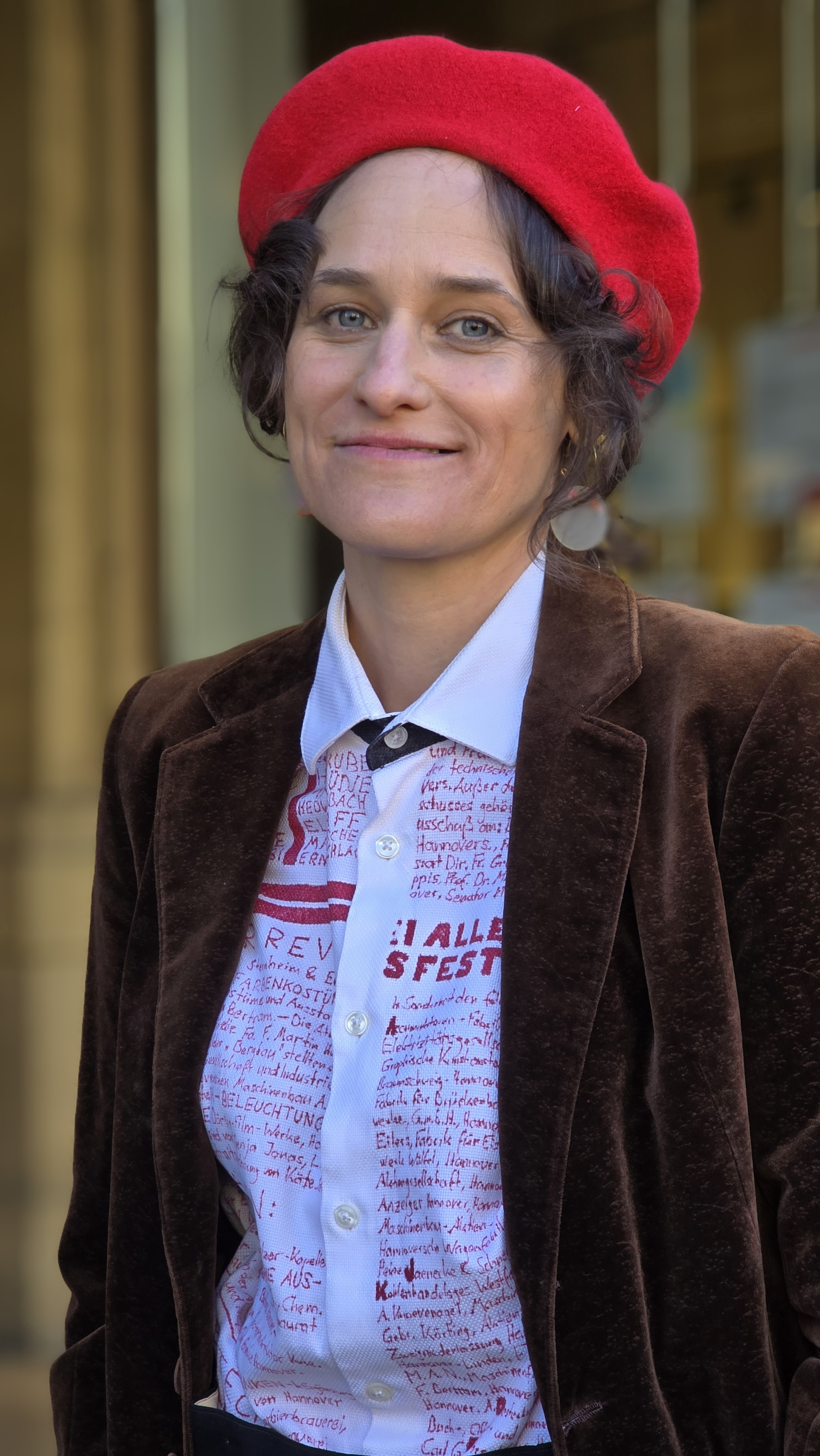
Johanna Bantzer im April 2025

Johanna Bantzer (geboren 1978 in Zürich) ist eine deutsche Schauspielerin.

## Leben und Werk
Bantzer entstammt einer Künstlerfamilie und wuchs in Hamburg auf. Ihre Eltern sind die Schauspieler Christoph Bantzer und Anne-Marie Kuster. Der Drehbuchautor Aurel Bantzer (* 1975) ist ihr Bruder. Von 1999 bis 2003 studierte sie Schauspiel an der Theaterhochschule Zürich. Anschließend war sie drei Jahre lang Ensemblemitglied am Theater Basel und arbeitete dort unter anderem mit den Regisseuren Sebastian Nübling (in Shakespeares König Lear), Rafael Sanchez (in Gotthelfs Geld und Geist) und Florian Fiedler (in Ibsens Peer Gynt) zusammen. In der Spielzeit 2007/08 gastierte sie in Christina Paulhofers Inszenierung von Ibsens Hedda Gabler am Schauspiel Hannover. Sie spielte danach am Schauspiel Frankfurt in Jelineks Ulrike Maria Stuart in der Regie von Peter Kastenmüller und 2009 am Schauspielhaus Zürich in der Uraufführung von Reto Fingers Vorstellungen und Instinkte, inszeniert von Sandra Strunz.
Zwischen 2009 und 2019 gehörte sie unter der Intendanz von Lars-Ole Walburg dem Ensemble des Schauspiels Hannover an und war dort unter anderem als Eszter Solymosi von Tiszaeszlár und in Santo Domingo zu sehen, beides Arbeiten des ungarischen Film- und Theaterregisseurs Kornél Mundruczó. In Sascha Hawemanns Inszenierungen von Tschechows Drei Schwestern und Tolstois Anna Karenina übernahm sie zentrale Rollen. Des Weiteren konnte man sie in Hannover in den Verwirrungen des Zöglings Törleß nach Musil, inszeniert von Claudia Bauer, sehen.
2015 debütierte die Schauspielerin bei den Salzburger Festspielen und übernahm die Rolle der Guten Werke in Hofmannsthals Jedermann am Domplatz, welche sie 2016 erneut übernahm.
Ab der Spielzeit 2022/23 holt Intendantin Sonja Anders Bantzer zurück ans Schauspiel Hannover.
Neben ihren Bühnenauftritten steht die Künstlerin regelmäßig für Film- und Fernsehproduktionen vor der Kamera und konnte eine Reihe von Preisen erringen.
Johanna Bantzer hat zwei Kinder aus der Verbindung mit dem Schauspieler Aljoscha Stadelmann.

## Filmografie (Auswahl)
- 2004: Strähl, Regie: Manuel Flurin Hendry – Carol Hertig
- 2006: Havarie, Regie: Xavier Koller – Beatrice
- 2008: Der Freund, Regie: Micha Lewinsky – Nora Mahler
- 2008: Happy New Year, Regie: Christoph Schaub – Nina
- 2008: Tandoori Love, Regie: Oliver Paulus – Anita
- 2008: Tatort: Waffenschwestern, Regie: Florian Schwarz – Lou
- 2008: Kommissar Süden und das Geheimnis der Königin, Regie: Martin Enlen – Freya Epp
- 2008: Kommissar Süden und der Luftgitarrist, Regie: Dominik Graf – Freya Epp
- 2009: Der Fürsorger, Regie: Lutz Konermann – Gerda
- 2013: Recycling Lily, Regie: Pierre Monnard – Lily Frei
- 2015: Einmal Hallig und zurück, Regie: Hermine Huntgeburth – Silke
- 2017: Tatort: Kriegssplitter, Regie: Tobias Ineichen – Natalie Etter
- 2020: Polizeiruf 110: Der Verurteilte
- 2021: Prinzessin
- 2023: Der Bestatter – Der Film, Regie: Markus Fischer – Blanka Wyler

## Auszeichnungen
- 2004: Max Ophüls Preis (Beste Nachwuchsdarstellerin) – als Carol Hertig in Strähl
- 2005: Schweizer Filmpreis (Beste Nebenrolle) – als Carol Hertig in Strähl
- 2005: Auszeichnung als Shooting Star bei den Internationalen Filmfestspielen Berlin (Berlinale)
- 2008: Schweizer Filmpreis (Nominierung als Beste Darstellerin) – als Nora Mahler in Der Freund